# Deutsche Esperanto-Bibliothek

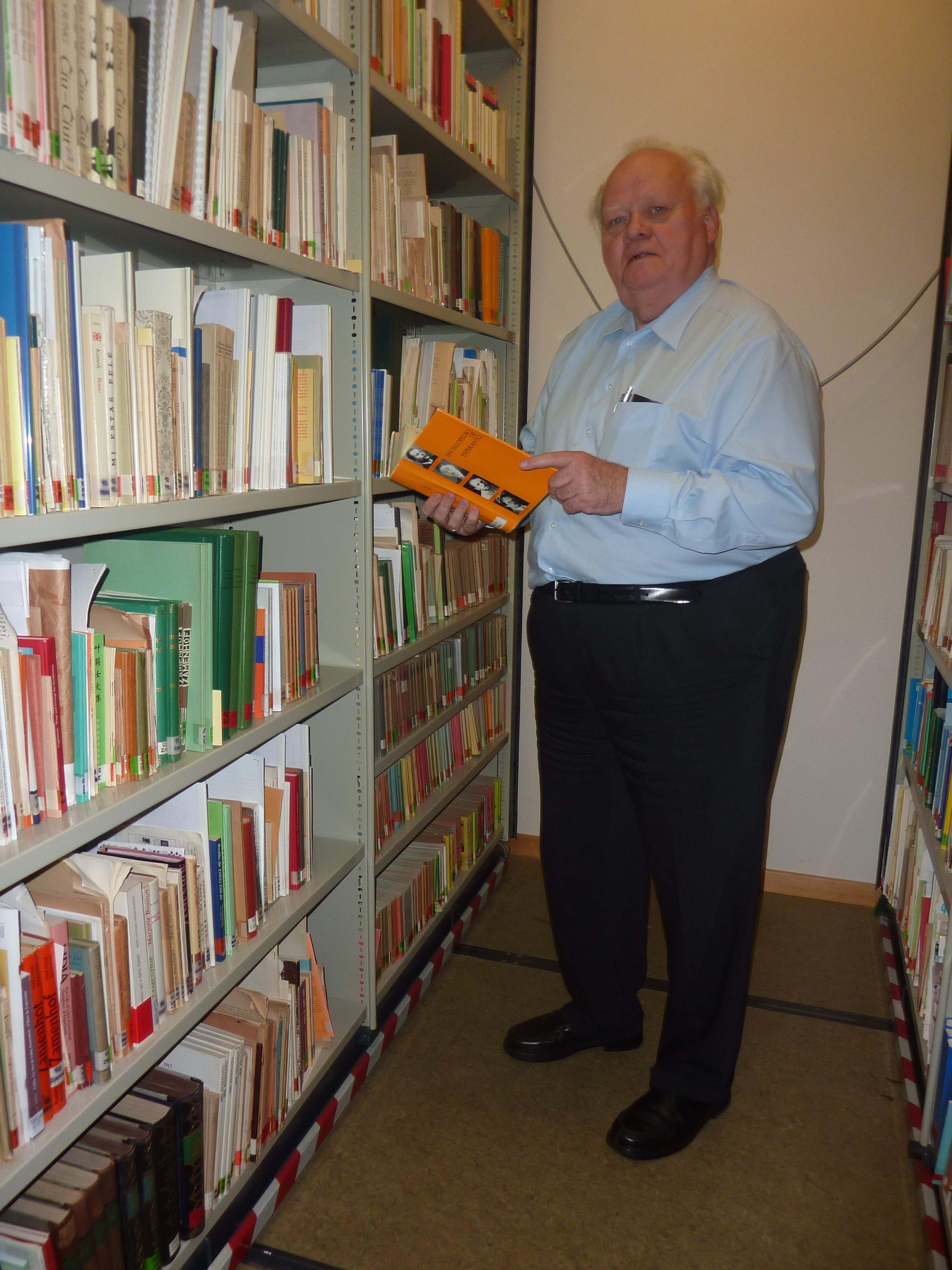
Geschäftsführer Karl Heinz Schaeffer

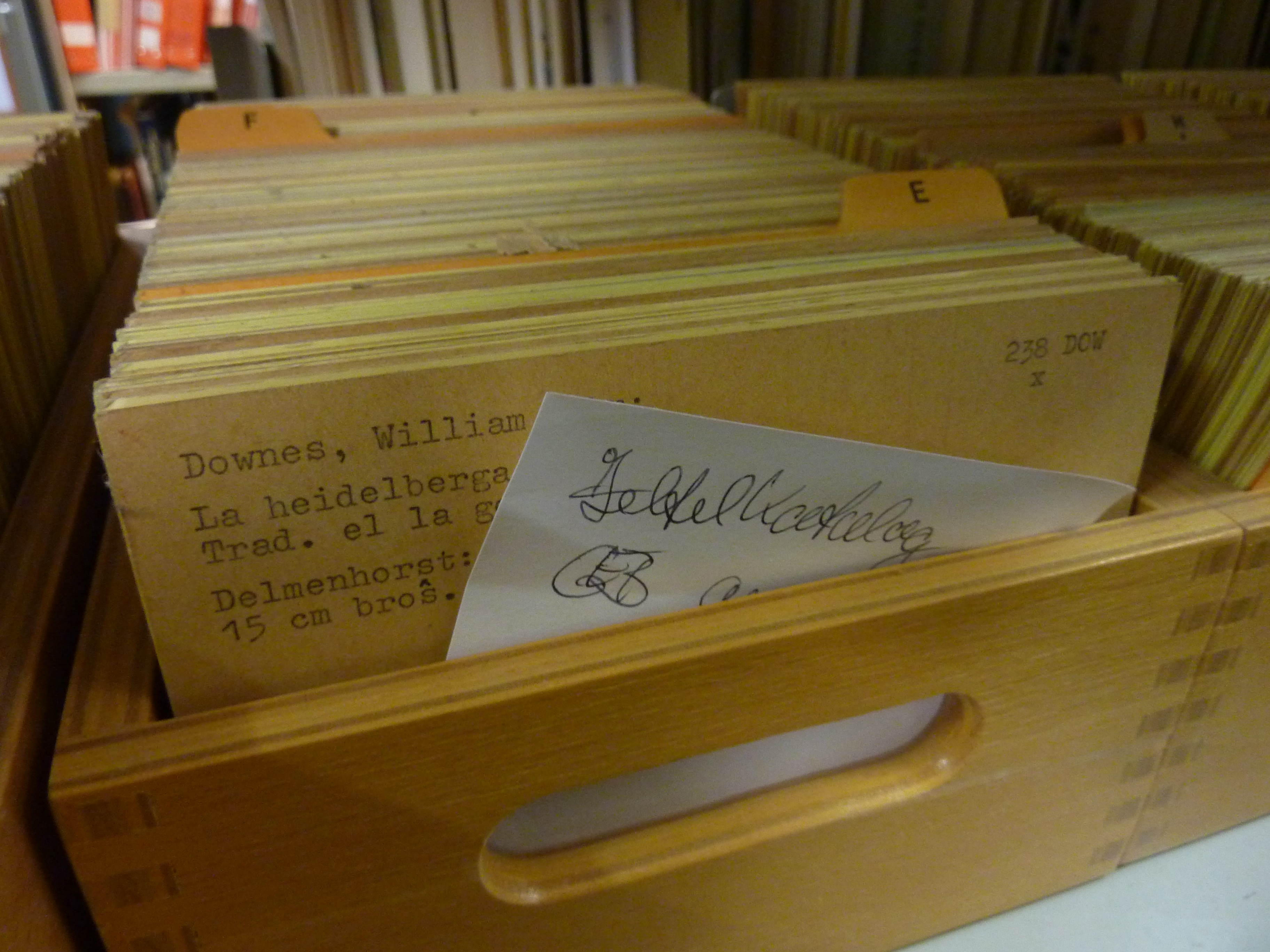
Teil des alten Zettelkatalogs

Die Deutsche Esperanto-Bibliothek in Aalen gehört zum Deutschen Esperanto-Institut. Mit fast 53.000 bibliographischen Einheiten (darunter 25.768 Bücher und Broschüren sowie 2.592 Zeitschriftentitel mit über 8.837 kompletten Jahrgängen, Stand Ende 2017) gehört sie zu den weltweit großen Spezialbibliotheken auf dem Gebiet der Interlinguistik und Esperantologie. 

## Geschichte

### Vorgängerbibliothek
Die Bibliothek geht auf die bereits 1908 in Dresden gegründete Bibliothek des Sächsischen Esperanto-Instituts zurück. 1913 wurde der Institutsdirektor Albert Schramm Direktor des Deutschen Buch- und Schriftmuseums in Leipzig, so dass die Bibliothek mit ihm dorthin umzog. Seit 1918 verfügte die Sächsische Esperanto-Bücherei über einen Bibliotheks- und Leseraum in Leipzig, Johannisplatz 3. Die hauptamtliche Institutssekretärin Elisabeth Wunderlich war für die Bibliothek zuständig, die der Öffentlichkeit zugänglich war, Auch die Ausleihe von Büchern war möglich.
1922 genehmigte das Reichsministerium des Innern die Umwandlung des Instituts zum Esperanto-Institut für das Deutsche Reich. Damit gewann auch die Bibliothek an Bedeutung.
Zum 15. Juli 1936 war die Selbstauflösung des Deutschen Esperanto-Bundes angeordnet. Esperanto-Gruppen, die dem nicht folgten, wurden von Polizeikommandeuren aufgelöst. Damit war Esperanto in Deutschland faktisch verboten. Dem Esperanto-Institut drohte ebenfalls die Auflösung, weshalb der letzte Direktor Albert Steche die Bibliothek der Deutschen Bücherei anbot, die die Übernahme ablehnte. Die Preußische Staatsbibliothek in Berlin aber akzeptierte das Angebot, so dass die 1800 Bände und 72 Zeitschriften in 268 Bänden mit Katalog und einigen Akten in 25 Kisten verpackt nach Berlin gesandt und damit gerettet wurden. Ostberliner Esperantisten unter Leitung von Karl Maier (1901–2000) ordneten in den 1960er Jahren die Bücher und erstellten einen Zettelkatalog. Damit wurde die Sammlung wieder zugänglich.
Heute ist sie als Sondersammlung Esperanto mit den Signaturen 17ZZ1 bis 17ZZ2810 in der Staatsbibliothek zu Berlin Preußischer Kulturbesitz aufbewahrt und im StaBiKat nachgewiesen.

### Deutsche Esperanto-Bibliothek
Mit der Neugründung des Deutschen Esperanto-Instituts am 9. Januar 1948 begann der Aufbau einer neuen Institutsbibliothek. Der Institutsdirektor Siegfried Ziegler war auch Präsident des Deutschen Esperanto-Bundes und Lehrbeauftragter für Esperanto an der Ludwig-Maximilians-Universität in München. Dort waren die Bücher untergebracht. Mit dem Rückzug Zieglers aus seinen Ämtern 1953 gelangten sie in den Keller eines Münchner Gymnasiums.
Ab 1967 reorganisierte der neue DEB-Präsident Werner Bormann das Deutsche Esperanto-Institut (DEI). Die DEB-Bundesversammlung beschloss 1967 in Hamburg, das DEI als Sonderausschuss nach §25 der Bundessatzung zu gründen und die Bibliothek auszubauen. Der evangelische Pfarrer Adolf Burkhardt wurde Fachleiter Bibliothek des DEI. Die Bücher aus München bildeten den Grundstock für die Deutsche Esperanto-Bibliothek.
Sie befand sich von 1967 bis 1972 im  Pfarrhaus in Gechingen und anschließend in Bissingen an der Teck, wo sie von Adolf Burkhardt betreut und katalogisiert wurde. In dieser Zeit gab es viele Neuzugänge. 
Der Vorsitzende der Esperanto-Gruppe in Aalen Karl Heinz Schaeffer überzeugte Oberbürgermeister Ulrich Pfeifle vom kulturellen Wert dieser Bibliothek für Aalen, so dass dieser den Gemeinderat für den Standortwechsel nach Aalen gewinnen konnte. Am 8. Juli 1989 unterzeichneten die Stadt Aalen und das Deutsche Esperanto-Institut den Vertrag, nach dem die Bibliothek Eigentum des DEI bleibt, aber als Dauerleihgabe nach Aalen geht.
1989 erfolgte der Umzug in die Räumlichkeiten der Stadtbibliothek Aalen, wo die Bibliothek allerdings nur nach vorheriger Anmeldung besucht werden kann. Sie nimmt nicht aktiv am Fernleihsystem der öffentlichen Bibliotheken teil, akzeptiert aber Bestellungen durch Bibliotheken, die am deutschen oder internationalen Leihverkehr teilnehmen. Ihr Bibliothekssigel ist M 136. Über den  ZDB-OPAC (Sigelsuche) kann es verifiziert werden; ISIL: DE-M136. Die ID-Nummer bei der Deutschen Bibliotheksstatistik lautet DBS: BM210.
Die Bibliothek wird in erster Linie von der Esperanto-Gruppe Aalen betreut und von der Stadt Aalen und vom Deutschen Esperanto-Bund finanziell unterstützt.